# Avenue Europa
Pour les articles homonymes, voir Europa.
L'Avenue Europa est une avenue de la ville de São Paulo.

## Situation et accès
Elle traverse la région des Jardins, dans le district de Pinheiros. Elle continue jusqu'à l'avenue Cidade Jardim, en s'éloignant du centre de la ville.

## Historique
Elle est célèbre pour son commerce de voitures de sport, étant surnommée « Zoropa ». C'est une adresse où les gens de tout le Brésil viennent acheter ou apprécier des marques comme Audi, Ferrari, BMW, Mercedes-Benz, Lamborghini, Porsche, Jaguar, Bentley et Aston Martin, ainsi que d'autres marques comme Citroën, Subaru, Mitsubishi, Kia Motors, Hyundai, Suzuki et la petite Smart,. De ce fait, l'avenue est considérée comme un « salon automobile permanent en plein air ».

## Bâtiments remarquables et lieux de mémoire
Sur cette avenue se trouvent également deux musées importants de la ville de São Paulo : le Musée de l'Image et du Son (MIS) et le Musée brésilien de la sculpture et d'écologie (MuBE),.